# Башибозук
Башибозук (тур. başıbozuk, оштећена/покварена глава, у значењу без вође), такође и башибозлук, је био припадник нерегуларних пешадијских и коњичких војних снага османске армије. Састављени од добровољаца, најчешће Черкеза, Албанаца, Курда и Рома-муслимана. Избегавали су уређене борбе и били познати по зверствима, пљачки и одвођењу робља. Оваква недела су на нашим просторима оставила дубок траг у односима Албанаца и суседних народа. Башибозуци су били познати по недостатку дисциплине.
Иако је турска војска увек била састављена и од башибозука поред регуларних војника, притисак на османски феудални систем, узрокован углавном ширењем империје је захтевао веће ослањање на нерегуларне снаге. Држава их је наоружавала и одржавала, али нису примали плату, већ су живели од пљачке, и нису носили униформе нити неке ознаке. Услед недостатка дисциплине, нису били способни за предузимање већих војних операција. Услед непредвидивости и недисциплине, повремено су редовне турске снаге морале насилно да их разоружавају. Међутим, башибозуци су често били корисни у извиђачким мисијама.

## Галерија
- Башибозуци
- Слика вође албанског башибозлука у Египту, 1870, рад Жана-Леона Жерома
- Група башибозука (око 1886)